# Propranolol
Propranolol – organiczny związek chemiczny, wielofunkcyjna pochodna naftalenu. Nieselektywny lek β-adrenolityczny (β-bloker), bez wewnętrznej aktywności sympatykomimetycznej, mający działanie stabilizujące błonę komórkową. Blokuje działanie amin katecholowych (a konkretnie adrenaliny i noradrenaliny) na serce, powodując spadek zapotrzebowania serca na tlen oraz zwolnienie częstości jego pracy i w konsekwencji spadek ciśnienia tętniczego (zwłaszcza skurczowego). Ze względu na blokowanie również receptorów B-2 propranolol powoduje obkurczenie naczyń, a tym samym szybszy zanik naczyniaków.

## Wskazania
- nadciśnienie tętnicze
- choroba niedokrwienna serca
- tachykardia zatokowa
- nadkomorowe zaburzenia rytmu serca
- komorowe zaburzenia rytmu serca
- napady migreny
- ból głowy towarzyszący seksowi[4]
- objawy psychosomatyczne w zaburzeniach lękowych
- drżenie samoistne
- nadczynność tarczycy (niektóre przypadki)
- akatyzja[5]

## Przeciwwskazania
- bradykardia zatokowa
- blok przedsionkowo-komorowy II stopnia i blok przedsionkowo-komorowy III stopnia
- wstrząs kardiogenny
- astma oskrzelowa
- jawna niewydolność krążenia
- zaburzenia krążenia obwodowego

## Działania niepożądane
Mogą mieć większe nasilenie przy stosowaniu wyższych dawek.
- Układ krążenia: bradykardia, niewydolność krążenia, blok przedsionkowo-komorowy, hipotonia, ziębnięcie dystalnych części kończyn
- ośrodkowy układ nerwowy: oszołomienie, depresja, zaburzenia widzenia, halucynacje, „niezwykłe” sny,
- przewód pokarmowy: nudności, wymioty, bóle brzucha, biegunka lub zaparcie
- układ oddechowy: zaostrzenie przebiegu lub prowokacja napadu astmy oskrzelowej

Z uwagi na wywoływanie niekorzystnych zmian w składzie lipidów jest stopniowo wypierany w kardiologii przez nowsze odmiany beta-adrenolityków (beta blokerów).